# 北汽蓝谷
北汽蓝谷新能源科技股份有限公司（简称北汽蓝谷，上交所：600733）是北汽集团旗下的新能源汽車企業，于2018年由现时子公司北汽新能源重组成立。公司现时拥有极狐、北京BEIJING和享界三大品牌。
2025年2月，北汽蓝谷发布公告称，拟将公司名变更为“北汽极狐新能源汽车股份有限公司”。

## 历史
2009年10月，北汽集团成立北京汽车新能源汽车有限公司（簡稱北汽新能源），是中國大陸第一家獨立運營的新能源汽车企業。公司成立时隶属于北汽股份。11月14日，北汽新能源发布首款产品——北京牌BE701纯电动轿车，北汽新能源承建的北京新能源汽车科技产业园亦在同日挂牌成立。
2014年，北汽新能源完成股份制改革，更名为北汽新能源汽车股份有限公司，成为北汽集团下与北汽股份平级的公司。新公司由北汽集团联合北京工业发展投资管理有限公司、北京国有资本经营管理中心和北京电子控股有限责任公司共同出资组建，北汽集团以60%的股权成为控股股东。2016年3月，北汽新能源采育基地和莱西基地获得新能源汽车生产资质，成为中国实施《新建纯电动乘用车企业管理规定》后首个获发资质的企业。
2016年，北汽新能源成為北京市第一家啟動混合所有制改革的國企，同步完成A輪30億元的融資；2017年7月，北汽新能源完成B輪111.18億元的增資，同年以103,199輛的業績奪得全国純電動汽車銷量第一、全球第二。
2018年9月，北汽新能源借壳北京前锋电子股份有限公司（“前锋股份”）在上海证券交易所上市，成為中國大陸第一家新能源整車上市公司。原前锋股份更名为北汽蓝谷新能源科技股份有限公司，北汽新能源重组成为北汽蓝谷的子公司。
2019年12月，加拿大汽车零部件供应商麦格纳的爱尔兰子公司与北汽蓝谷子公司卫蓝投资联合受让镇江汽车公司100%股权，并更名为北汽蓝谷麦格纳汽车有限公司。北汽蓝谷和麦格纳将在江苏镇江建设智能汽车生产基地，初期生产极狐品牌车型。
2019年1月，子公司北汽新能源与华为签署合作协议。2021年4月，公司旗下极狐与华为联合发布极狐阿尔法S华为HI版，该车搭载华为全套的自动驾驶系统解决方案，是首款Huawei Inside模式的车型。同年9月26日，北汽新能源与华为再签署业务深化合作协议。
2023年8月，北汽蓝谷宣布将与华为终端公司开启智选车模式合作，双方将生产高端智能轿车，并拟收购北汽福田在密云的工厂后于此生产。同年底，华为向北汽新能源转让了多个“STELATO”商标。
2024年3月，北汽蓝谷宣布，其控股股东北汽集团将北汽蓝谷全部表决权及股份托管给北京汽车。本次股份托管后，北京汽车实际控制北汽蓝谷约38.70%的表决权，直接控股股东由北汽集团变更为北京汽车。公司仍由北汽集团间接控股，公司实际控制人仍为北京市国资委。

## 产品

### 北京（BEIJING）品牌
北汽蓝谷成立后，“北京”品牌的新能源汽车便由该公司运营。2019年10月，北京汽车和北汽新能源联合推出“BEIJING”品牌新能源汽车，并在2020年5月定名为“BEIJING汽车”。
在售新能源车型
- 北京EU5（英语：Beijing U5）（2018年至今）：紧凑型轿车，北京U5的纯电版
- 北京EU7（英语：Beijing U7）（2019年至今）：中型轿车，北京U7的纯电版

停产车型
- 北京EX3（英语：Beijing EX3）：中型SUV
- 北京EX5（英语：Beijing X5）：紧凑型SUV，北京X5的纯电版
- 北汽新能源EC（英语：BJEV EC3）：小型轿车
- 北汽新能源EH（英语：Beijing U7）：中型轿车，绅宝D70的纯电版
- 北汽新能源EU（英语：Beijing U5）：紧凑型轿车，绅宝D50的纯电版
- 北汽新能源EV（英语：Senova D20）：小型轿车，绅宝D20的纯电版
- 北汽新能源EX/北京EC5（英语：Senova X25）：紧凑型SUV，绅宝X25的纯电版

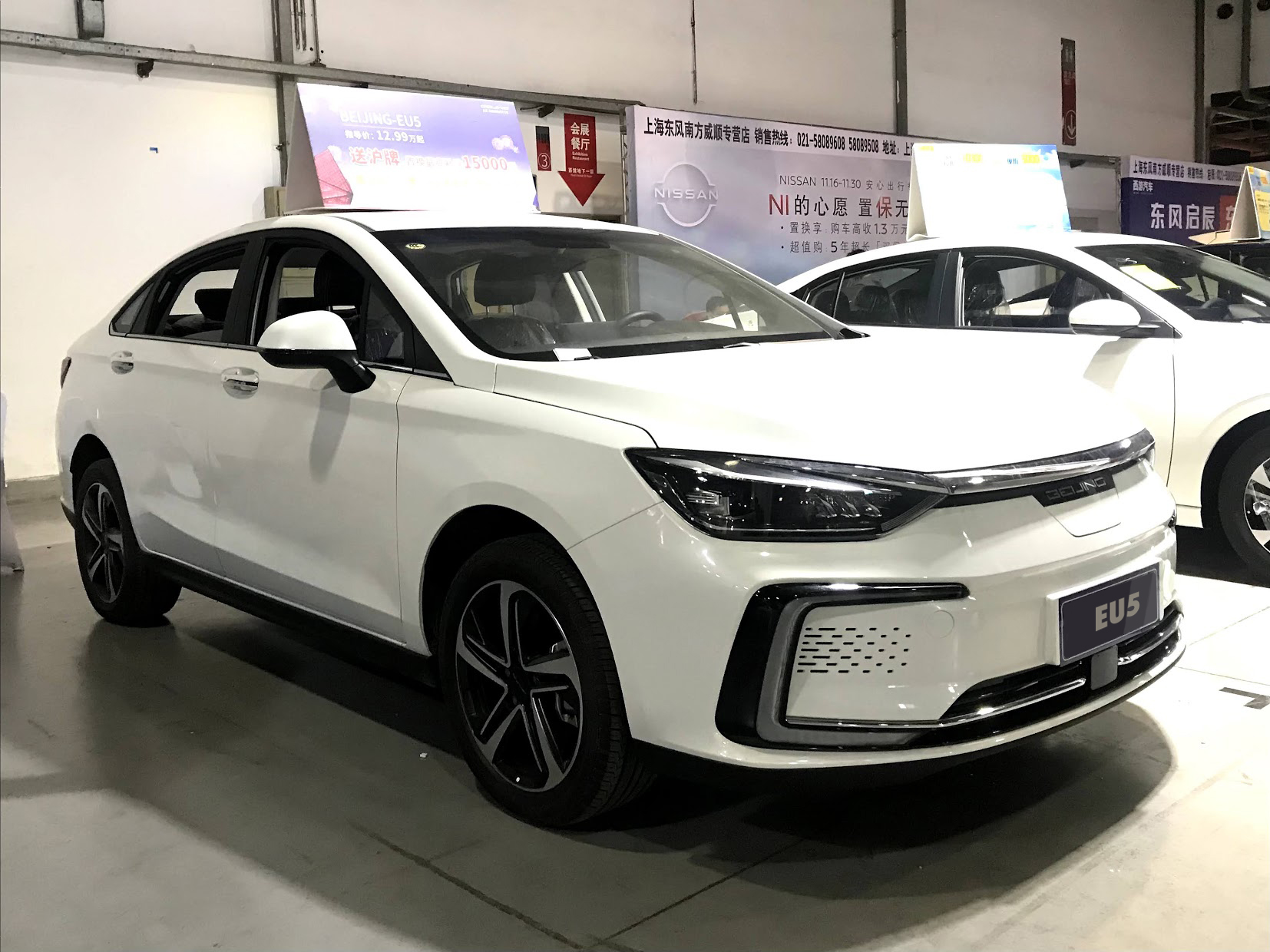
北京EU5
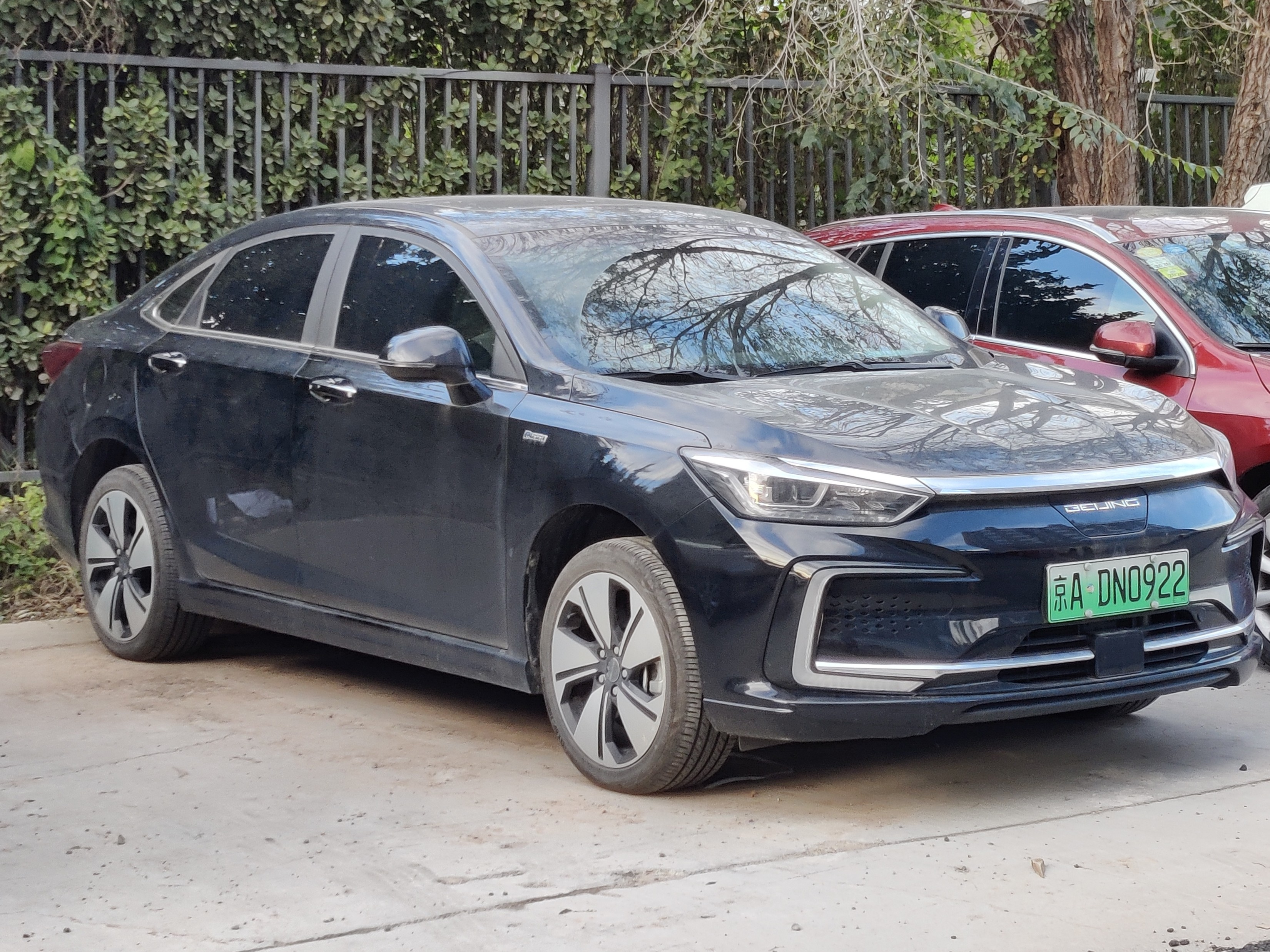
北京EU7
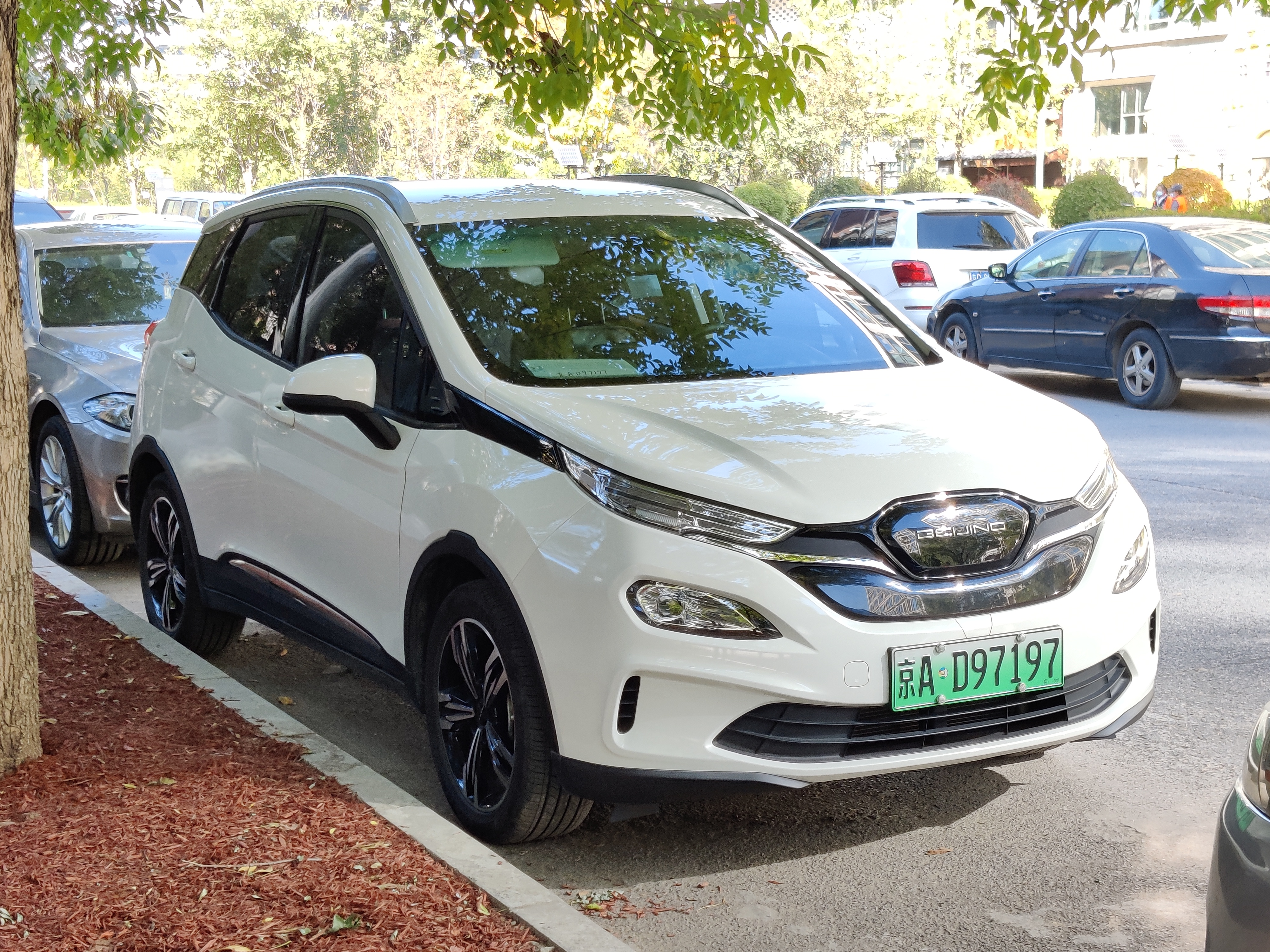
北京EX3

### 享界品牌
- 享界S9：全尺寸纯电轿车

## 生产基地
北汽蓝谷旗下正在投产的生产基地有：
- 采育基地：位于北京市大兴区采育镇，是北汽新能源的首个生产基地，于2009年动工[19]。该基地曾计划搬迁至北京经济技术开发区的新建工厂，后因战略调整暂缓新工厂建设[20]。该基地目前为试制生产基地。
- 镇江基地：位于江苏省镇江市丹徒区，原为母公司北汽集团工厂，2018年成为北汽蓝谷麦格纳的生产基地[21]。该基地目前生产极狐系列车型[22]。

北汽蓝谷现时/曾经还拥有下列生产基地，但因公司近年销量不佳、产能过剩而受到影响：
- 青岛基地：位于山东省青岛市莱西市，是北汽新能源首个京外基地，于2014年动工、2015年投产[23]。青岛基地近年一度接近停产，后用于生产高合汽车的白车身（英语：Body in white）[24]。
- 黄骅基地：位于河北省沧州市黄骅市，于2018年自母公司北汽集团收购而来[25]。该基地原规划生产紧凑型车，但黄骅基地近年接近停产状态[26]。
- 常州基地：位于江苏省常州市武进区，在原常州英田汽车工厂基础上扩建而成[27]，于2016年投产[28]，2018年3月26日下线首台车[29]。2023年，运营该基地的常州子公司转让了所有固定资产，并于4月17日注销产能[30]。